# Saison 2010 des Royals de Kansas City
La Saison 2010 des Royals de Kansas City est la 42e saison en ligue majeure pour cette franchise. Les Royals terminent cinquièmes de la Division centrale de la Ligue américaine.

## Intersaison

### Arrivées
- Josh Fields et Chris Getz, acquis des White Sox de Chicago le 5 novembre 2009[1].

### Départs
- Mark Teahen, échangé aux White Sox de Chicago le 5 novembre 2009[1].
- Le frappeur désigné Mike Jacobs et le releveur John Bale sont libérés de leurs contrats[2].
- Le receveur Miguel Olivo signe avec les Rockies du Colorado le 4 janvier[3].

### Prolongations de contrats
-

### Cactus League
31 rencontres de préparation sont programmées du 4 mars au 3 avril à l'occasion de cet entraînement de printemps 2010 des Royals.
Avec 14 victoires et 13 défaites, les Royals terminent 7e de la Cactus League et enregistrent la 6e performance des clubs de la Ligue américaine.

## Saison régulière

### Classement
| Ligue américaine (Division Centrale) | V  | D  | %    | GB |
| ------------------------------------ | -- | -- | ---- | -- |
| Twins du Minnesota                   | 94 | 68 | .580 | -  |
| White Sox de Chicago                 | 88 | 74 | .543 | 6  |
| Tigers de Détroit                    | 81 | 81 | .500 | 13 |
| Indians de Cleveland                 | 69 | 93 | .426 | 25 |
| Royals de Kansas City                | 67 | 95 | .414 | 27 |

### Résultats
| Légende             | Légende            | Légende       |
| victoire des Royals | défaite des Royals | match reporté |
| ------------------- | ------------------ | ------------- |

#### Mai
À la suite du mauvais début de saison des Royals (12-23), Ned Yost est nommé manager des Royals de Kansas City le 13 mai en remplacement de Trey Hillman.

#### Juillet
- Le 31 juillet, les Royals cèdent aux Braves d'Atlanta le releveur Kyle Farnsworth et le voltigeur Rick Ankiel en retour du voltigeur Gregor Blanco, du lanceur droitier Jesse Chavez et du lanceur gaucher Tim Collins[6].

#### Août
- Le 13 août, José Guillén est transféré aux Giants de San Francisco contre un joueur qui sera nommé plus tard et une somme d'argent[7].

## Draft
Le joueur d'arrêt-court Christian Colon est le premier choix des Royals lors de la Draft MLB 2010.

## Affiliations en ligues mineures
| Niveau     | Equipe                      | Ligue                   | Manager        | Vic. | Déf. | Classement              |
| ---------- | --------------------------- | ----------------------- | -------------- | ---- | ---- | ----------------------- |
| AAA        | Omaha Storm Chasers         | Pacific Coast League    | Mike Jirschele | 81   | 63   | 3e de la Division nord  |
| AA         | Northwest Arkansas Naturals | Texas League            | Brian Poldberg | 55   | 85   | 4e de la Division nord  |
| Advanced A | Wilmington Blue Rocks       | Carolina League         | Brian Rupp     | 68   | 70   | 3e de la Division nord  |
| A          | Burlington Bees             | Midwest League          | Jim Gabella    | 46   | 90   | 8e de la Division ouest |
| Rookie     | AZL Royals                  | Arizona League          | Darryl Kennedy | 31   | 25   | 2e de la Division ouest |
| Rookie     | Burlington Royals           | Appalachian League      | Nelson Liriano | 34   | 34   | 2e de la Division est   |
| Rookie     | Idaho Falls Chukars         | Pioneer League          | Brian Buchanan | 27   | 49   | 4e de la Division sud   |
| Rookie     | DSL Royals                  | Dominican Summer League | Jose Mejia     | 35   | 35   | 7e de la Division nord  |